# Filles de la Caritat de Sant Vicenç de Paül
Les Filles de la Caritat de Sant Vicenç de Paül o Germanes de la Caritat és un institut catòlic femení amb vots simples, concretament una societat de vida apostòlica, fundada el 29 de novembre del 1633 i dedicada a la caritat i l'assistència a necessitats. Les seves membres posposen al seu nom les sigles F.d.C.

## Història
L'origen de la societat van ésser uns grups de Dames de la Caritat que es van formar a partir del 1623 a París al voltant de Lluïsa de Marillac (1591-1660), vídua d'Antoine Le Gras, com a confraries de dones, nobles i burgeses benestants, que dedicaven temps i recursos a l'assistència a malalts, a domicili o en hospitals, i altres obres de caritat com l'ensenyament de nenes sense recursos.
Amb el temps, algunes noies camperoles que havien estat educades per les Dames de la Caritat van voler, al seu torn, dedicar-se a ajudar a d'altres i manifestaren aquest desig a Lluïsa de Marillac. Sota la direcció espiritual de Vicenç de Paül, el 29 de novembre de 1633, van pensar de formar una comunitat dedicada exclusivament a aquestes tasques; Marillac va formar les noies en la cura dels malalts i en la vida espiritual. Així, Vicenç de Paül i Louise de Marillac van fundar una societat anomenada Companyia de les Germanes de la Caritat, Serventes dels Malalts Pobres Volgudament no van voler fer una congregació religiosa, ja que aquesta hagués implicat la clausura i llavors no hagués permet l'acció lliure de les germanes on fossin necessàries.. El 25 de març de 1642, Lluïsa i quatre d'aquestes noies van fer els vots per oferir-se totalment al servei de Crist, personificat en els necessitats, naixent així formalment la Companyia de les Filles de la Caritat.

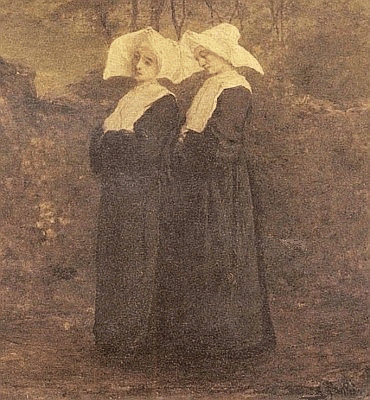
Monges d'Armand Gautier (ca. 1890), mostrant l'hàbit tradicional de la congregació
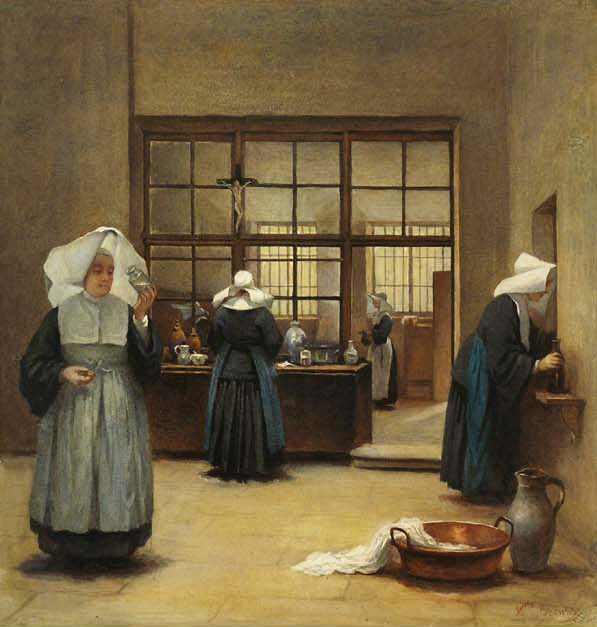
Monges al convent, aquarel·la de Henriette Browne
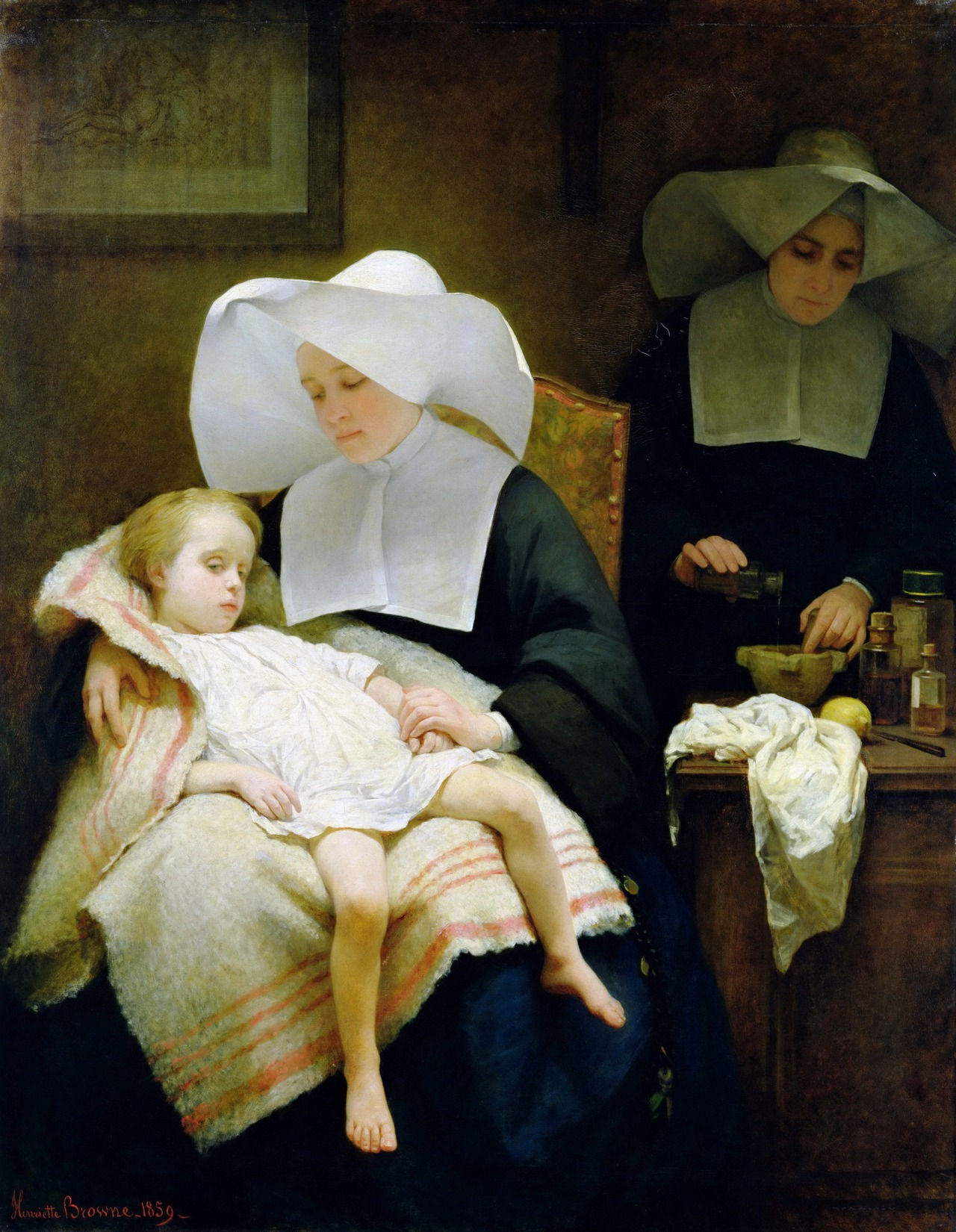
Germanes de la Caritat, per Henriette Browne, 1859
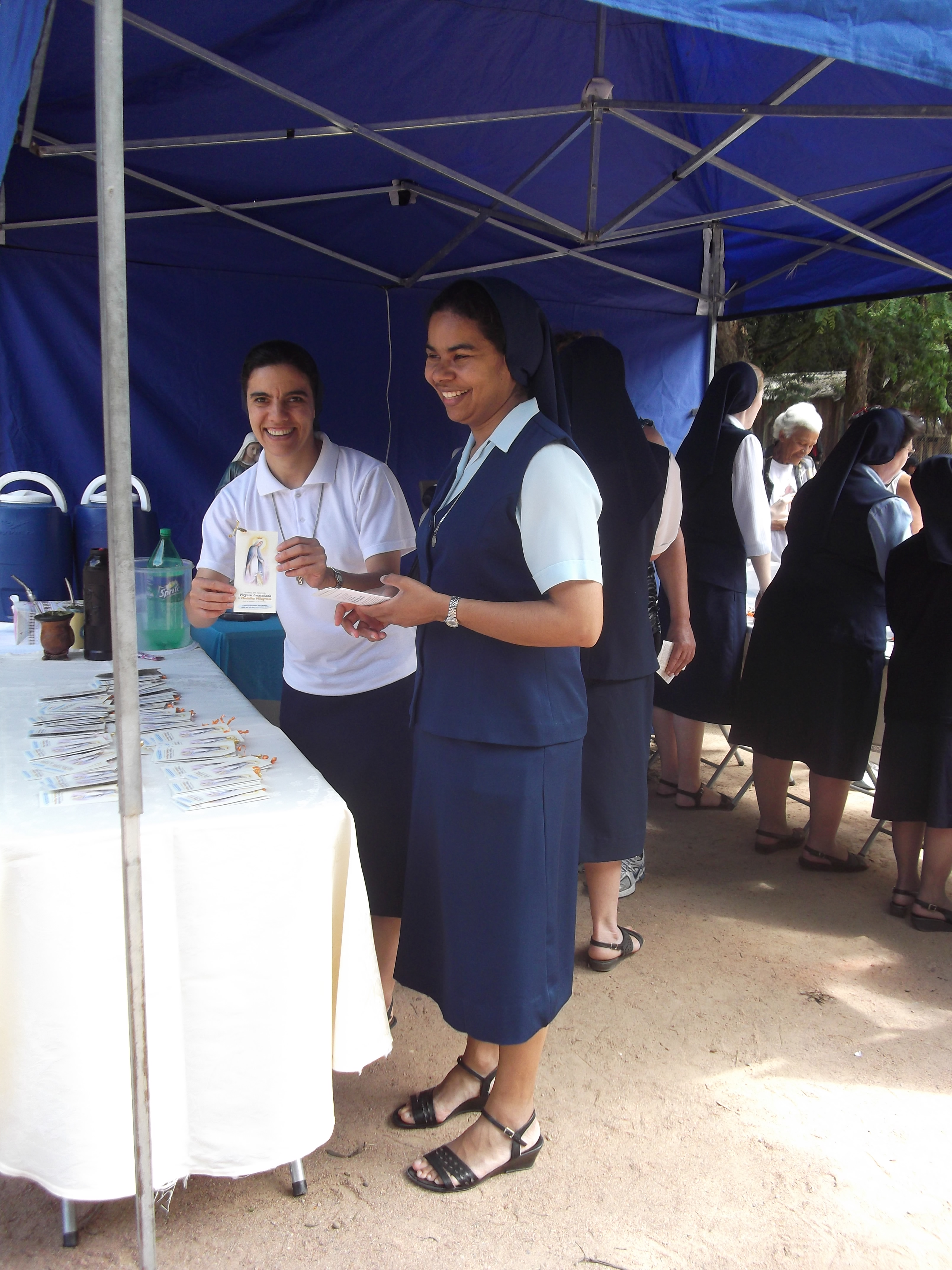
2013

Les primeres constitucions són de 1633, aprovades per la Santa Seu en 1668). A partir del 31 de juliol del 1634, i durant vint-i-set anys, el fundador feia les anomenades conferències setmanals amb les quals formava les religioses; recollides i publicades, formen els estatuts de la societat. Des dels seus orígens, la companyia està subordinada al superior general de la Congregació de la Missió, també fundada per Vicenç de Paül.
Les activitats del nou institut van ser nombroses: educació dels orfes i nenes sense recursos, ajut a les víctimes de la Guerra dels Trenta Anys i altres conflictes, cura de malalts a domicili i en hospitals, servei als presoners i malalts mentals, fundació d'hospitals, etc. Les germanes eren dones "lliures" (no feien clausura per poder ajudar en aquests llocs) que tenien per objectiu "la santa humilitat" i "per monestir, la casa dels malalts, per cel·la la cambra de l'afligit, per claustre els carrers de la ciutat o les sales dels hospitals".
En poc temps, Lluïsa de Marilac va fundar noves comunitats a trenta ciutats de França i a Polònia: París, Richelieu, Angers, Sedan, Nanteuil-le-Haudouin, Liancourt, Saint-Denis, Serqueux, Nantes, Fontainebleau, Montreuil-sur-Mer, Chars, Chantilly, Montmirail, Hennebont, Brienne, Étampes, Varsòvia, Bernay, Sainte-Marie du Mont, Caors, Saint-Fargeau, Ussel, Calais, Metz i Narbona. A la mort de Marillac i Vicenç de Paül hi havia, el 1660, més de quaranta cases de les Filles de la Caritat esteses per tot França.
Al final de 2005, les Filles de la Caritat són presents a més de 94 països i té més de 21.000 membres en 2.424 cases. La casa mare és al 104 de la Rue du Bac de París. L'any 1998 reberen la Creu de Sant Jordi, i l'any 2005 foren guardonades amb el Premi Príncep d'Astúries de la Concòrdia "per la seva excepcional tasca social i humanitària en suport dels desfavorits, desenvolupada d'una manera exemplar durant prop de quatre segles, i per la seva promoció, arreu del món, dels valors de la justícia, pau i solidaritat".

## Catalunya
Tenen un convent de la congregació de les Filles de la Caritat de Sant Vicenç de Paül a Olesa de Montserrat (Baix Llobregat), ubicat al carrer de Santa Oliva de la població. Va inaugurar-se el 1929, però a petició de la casa provincial de la congregació a Saragossa tanca les portes definitivament el 16 de setembre del 2019, després de 90 anys de servei a la vila.